# Georges Van Hee
Georges Van Hee (Veurne, 14 september 1881 - Brugge, 4 april 1966) was een Belgische politicus. Hij was burgemeester van de stad Veurne.

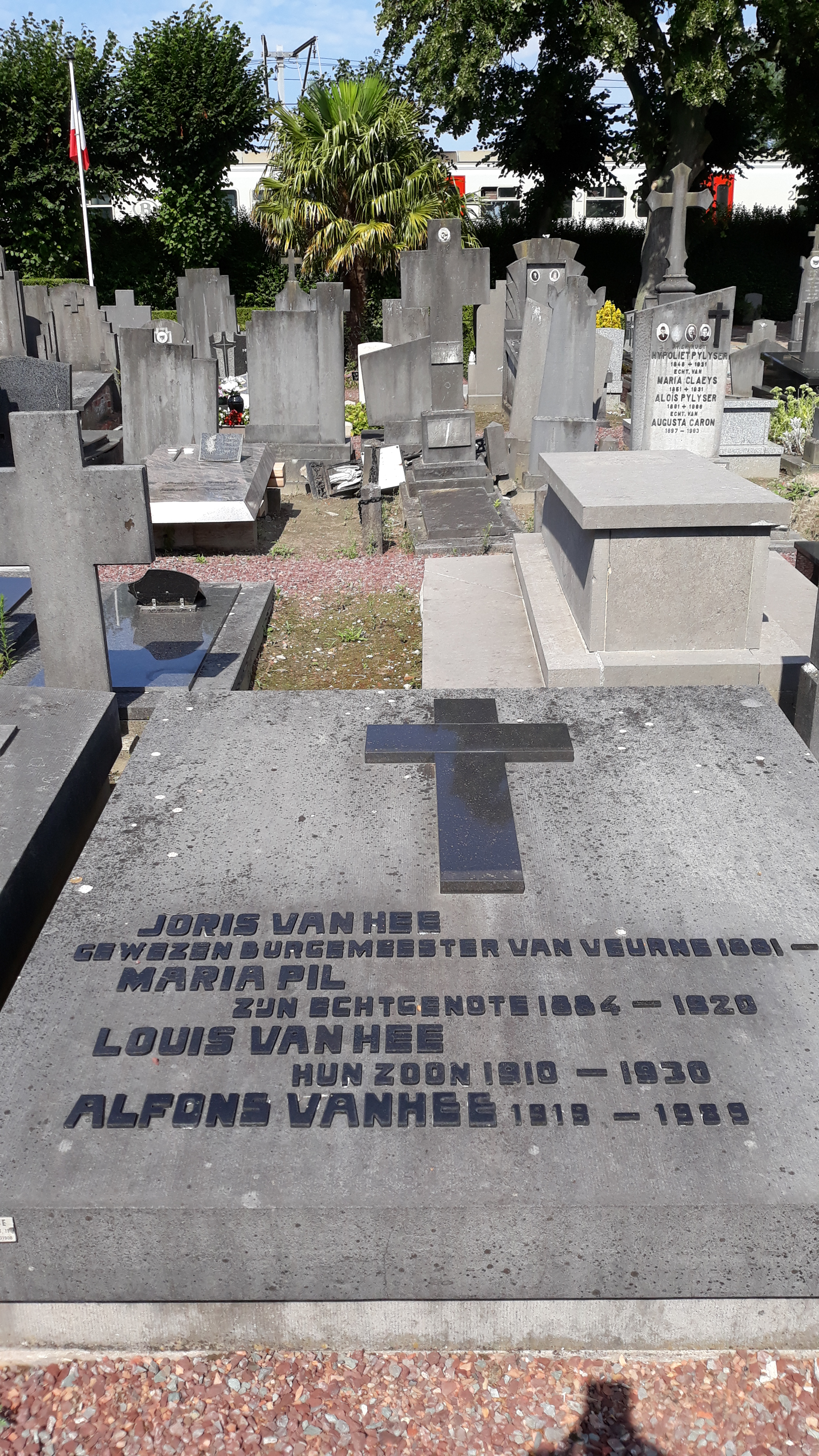
Het graf van Georges Van Hee en zijn echtgenote Marie Pil op begraafplaats te Veurne.

## Levensloop
Georges Van Hee was de zoon van Edmond Van Hee (Lo, 1841 - Veurne, 1913) en Marie-Louise Faure. Na middelbare studies in Roeselare, waar hij Guido Gezelle als leraar en vriend had, behaalde Edmond zijn doctoraat in de rechten aan de KU Leuven en werd advocaat in Veurne. In 1872 provincieraadslid geworden, werd hij in 1874 lid van de bestendige deputatie en in 1898 voorzitter van de provincieraad. In 1907 was hij dienstdoende gouverneur, na de dood van Jean-Baptiste de Bethune.
Georges Van Hee trouwde met Maria Pil (Veurne 1884-1920), dochter van de vroegere burgemeester van Veurne Auguste Pil. Beroepshalve was hij actief in de tabaksnijverheid.

## Burgemeester
Hij werd gemeenteraadslid en schepen van Veurne en van 1935 tot eind 1942 was hij burgemeester. Eigenlijk had hij in 1941 al moeten opstappen, omwille van de opgelegde leeftijdsgrens, maar werd voorlopig gedoogd. Einde 1942 diende hij ontslag in, maar pas op 11 maart 1943 werd hij afgezet en vervangen door oorlogsburgemeester Alfons Trypsteen van VNV-signatuur.
Na de Bevrijding nam hij zijn ambt niet weer op, maar werd voormalig schepen Hector Blanckaert dienstdoende burgemeester. Op 5 januari 1945 werd Van Hee officieel geschorst en op 18 april uit het ambt ontzet. Op 6 juli 1945 werd ook nog formeel zijn mandaat van gemeenteraadslid vervallen verklaard.
Hij werd ook nog voorzitter van de raad van bestuur van de N.V. Noordermetaal.

## Georges Simenon
De auteur van politieromans Georges Simenon publiceerde in 1938 Le bourgemestre de Furnes. Het is niet echt een sleutelroman, maar het schept toch een beeld van het vooroorlogse Veurne. De burgemeester die erin voorkomt heeft een tabaksbedrijf, net als Georges Van Hee.